# فورستر ریسرچ
فورستر ریسرچ (انگلیسی: Forrester Research) شرکت فناوری اطلاعات آمریکایی است، که در سال ۱۹۸۳ تأسیس شد.